# Abdülcelil Levni
Abdülcelil Levni ou Abdülcelil Çelebi (décédé en 1732) est un miniaturiste et peintre de cour de l'empire ottoman.

## Biographie
Né à Edirne à la fin du XVIIe siècle, il devient le plus important peintre de l'empire Ottoman et est nommé peintre de cour sous les sultans Moustafa II et Ahmed III. Personnalité notoire de l'ère des tulipes, il meurt à Constantinople.
Peintre de cour, il décore plusieurs manuscrits abondamment illustrés : le Name-i Sultan Ahmed Han et le Surname-i Vehbi (« Livre des Fêtes »). Le dernier livre, toujours dans la bibliothèque du palais de Topkapı, décrit les fêtes commémorant la circoncision en 1720 des quatre fils d'Ahmed III. Cependant la principale préoccupation de Levni semble avoir été de peindre des miniatures sur feuilles uniques représentant des individus : belles filles, dames s'inclinant langoureusement et charmants jeunes hommes. Les visages de ses personnages montrent peu d'expression.

## Miniatures

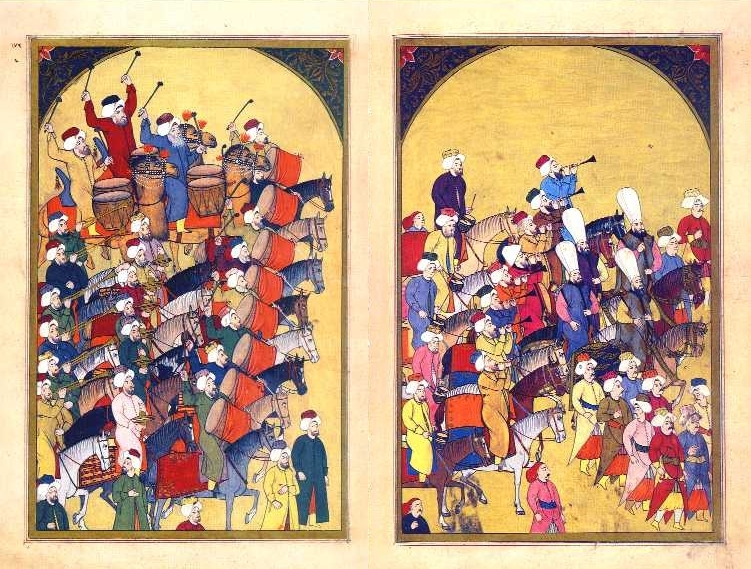
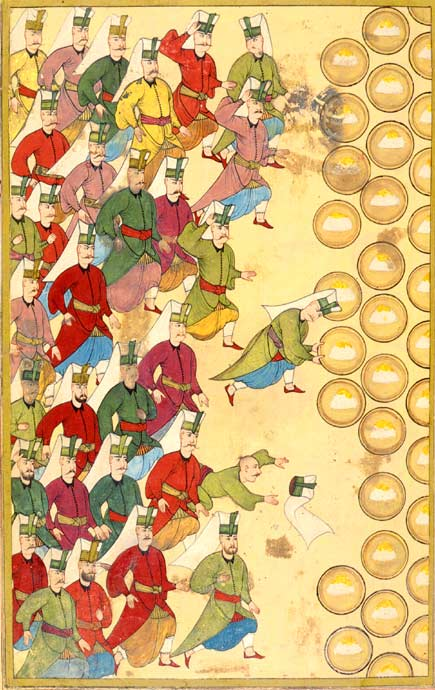
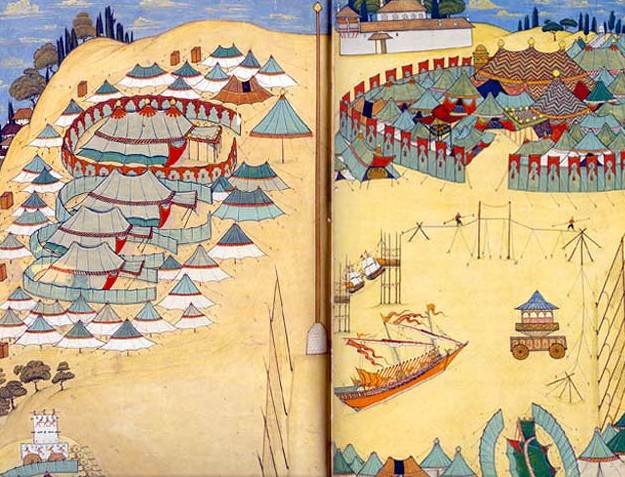
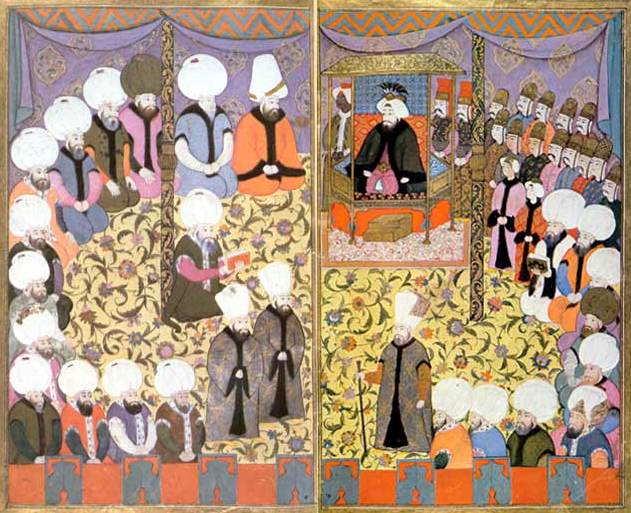
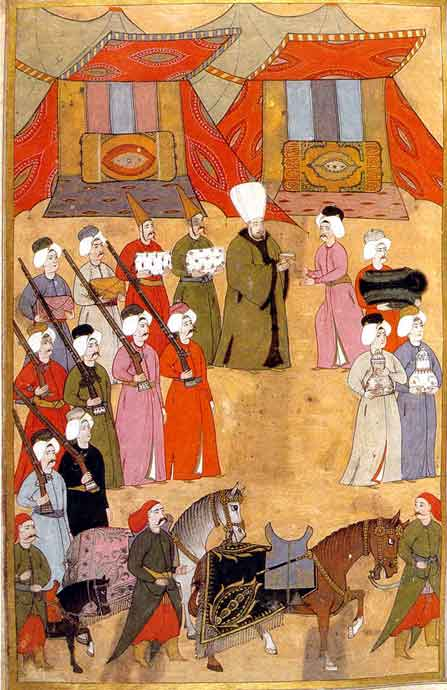
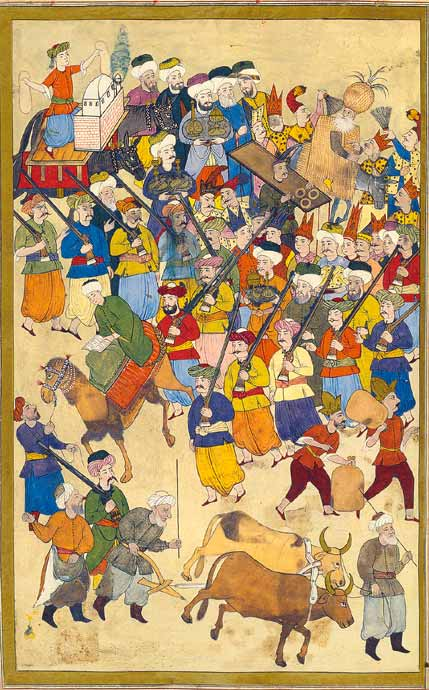
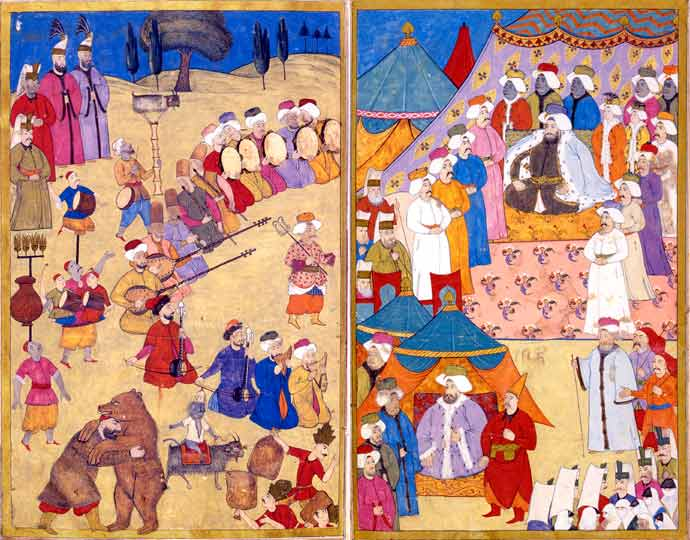
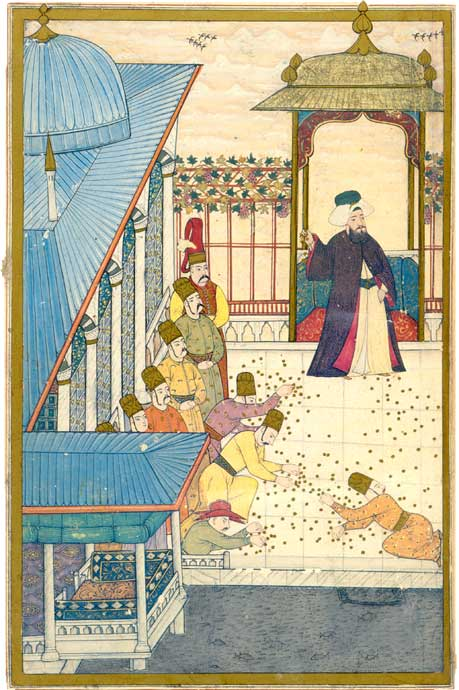

## Source de la traduction
- (en) Cet article est partiellement ou en totalité issu de l’article de Wikipédia en anglais intitulé « Abdulcelil Levni » (voir la liste des auteurs).